# Rose Yeboah
Rose Amoanimaa Yeboah (née le 23 décembre 2001) est une athlète ghanéenne, spécialiste du saut en hauteur.

## Biographie
Elle se distingue en 2019 lors des championnats d'Afrique juniors, où elle remporte le titre du saut en hauteur avec la marque de 1,83 m.
La même année elle remporte la médaille d'or lors des Jeux africains de Rabat, grâce à un saut à 1,84 m. 
En 2022 elle devient championne d'Afrique à Saint-Pierre (Maurice).
En 2023 elle remporte le concours des Universiades de Chengdu en établissant un record du Ghana avec la marque de 1,94 m.
L'année suivante, elle est médaillée d'or du saut en hauteur aux Jeux africains à Accra ainsi qu'aux Championnats d'Afrique à Douala.
Elle est nommée porte-drapeau de la délégation du Ghana aux Jeux olympiques d'été de 2024 à Paris aux côtés de l'athlète Joseph Amoah.

### Palmarès
| Date | Compétition            | Lieu         | Résultat | Performance |
| ---- | ---------------------- | ------------ | -------- | ----------- |
| 2019 | Jeux africains         | Rabat        | 1re      | 1,84 m      |
| 2022 | Championnats d'Afrique | Saint-Pierre | 1re      | 1,79 m      |
| 2023 | Universiades           | Chengdu      | 1re      | 1,94 m      |
| 2024 | Jeux africains         | Accra        | 1re      | 1,90 m      |
| 2024 | Championnats d'Afrique | Douala       | 1re      | 1,87 m      |

### Records
| Épreuve         | Performance | Lieu   | Date        |
| --------------- | ----------- | ------ | ----------- |
| Saut en hauteur | 1,97 m      | Eugene | 8 juin 2024 |